# Priest Point
Priest Point és una concentració de població designada pel cens dels Estats Units a l'estat de Washington. Segons el cens del 2000 tenia 779 habitants.

## Demografia
Segons el cens del 2000, Priest Point tenia 779 habitants, 318 habitatges, i 235 famílies. La densitat de població era de 470 habitants per km².
Dels 318 habitatges en un 28,3% hi vivien nens de menys de 18 anys, en un 59,7% hi vivien parelles casades, en un 8,8% dones solteres, i en un 26,1% no eren unitats familiars. En el 20,4% dels habitatges hi vivien persones soles el 8,2% de les quals corresponia a persones de 65 anys o més que vivien soles. El nombre mitjà de persones vivint en cada habitatge era de 2,45 i el nombre mitjà de persones que vivien en cada família era de 2,8.
Per edats la població es repartia de la següent manera: un 20,4% tenia menys de 18 anys, un 6% entre 18 i 24, un 25,2% entre 25 i 44, un 32,9% de 45 a 60 i un 15,5% 65 anys o més.
L'edat mediana era de 44 anys. Per cada 100 dones de 18 o més anys hi havia 94,4 homes.
La renda mediana per habitatge era de 52.344 $ i la renda mediana per família de 59.327 $. Els homes tenien una renda mediana de 51.184 $ mentre que les dones 28.333 $. La renda per capita de la població era de 26.322 $. Aproximadament el 5,7% de les famílies i el 6,9% de la població estaven per davall del llindar de pobresa.

## Poblacions més properes
El següent diagrama mostra les poblacions més properes.